# Communes de la province de Reggio d'Émilie
- Haut – A
- B
- C
- D
- E
- F
- G
- H
- I
- J
- K
- L
- M
- N
- O
- P
- Q
- R
- S
- T
- U
- V
- W
- X
- Y
- Z

## A
- Albinea

## B
- Bagnolo in Piano
- Baiso
- Berceto
- Bibbiano
- Boretto
- Brescello

## C
- Cadelbosco di Sopra
- Campagnola Emilia
- Campegine
- Canossa
- Carpineti
- Casalgrande
- Casina
- Castellarano
- Castelnovo di Sotto
- Castelnovo ne' Monti
- Cavriago
- Compiano
- Correggio

## F
- Fabbrico

## G
- Gattatico
- Gualtieri
- Guastalla

## L
- Luzzara

## M
- Montecchio Emilia

## N
- Novellara

## P
- Poviglio

## Q
- Quattro Castella

## R
- Reggio d'Émilie
- Reggiolo
- Rio Saliceto
- Rolo
- Rubiera

## S
- San Martino in Rio
- San Polo d'Enza
- Sant'Ilario d'Enza
- Scandiano

## T
- Toano

## V
- Ventasso
- Vetto
- Vezzano sul Crostolo
- Viano
- Villa Minozzo